# Râul Căptanu
Râul Căptanu este un curs de apă, afluent al Pârâului Negru. 